# پیمان‌نامه صلح پنجاه‌ساله

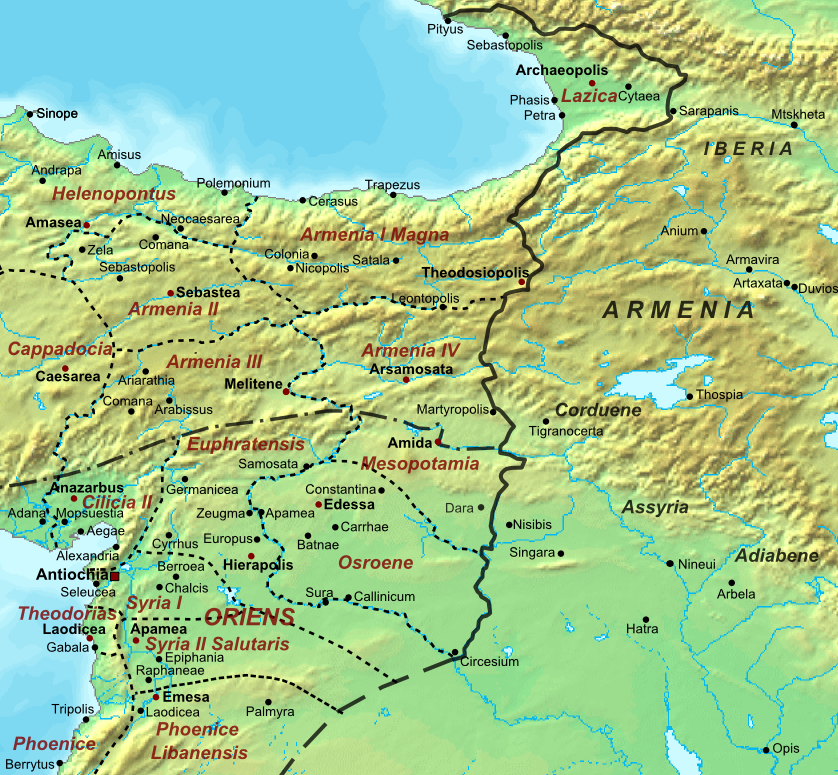
مرزهای ایران و بیزانس در قفقاز و آسیای صغیر در حین مرگ ژوستین در ۵۶۵

پیمان‌نامه صلح پنجاه‌ساله یا پیمان‌نامه دارا، در سال ۵۶۲ بین امپراتوری روم شرقی (بیزانس) و شاهنشاهی ساسانی در شهر مرزی دارا منعقد شد که امروزه در جنوب ترکیه قرار دارد. این پیمان‌نامه که در آن طرف مذاکره پطرس پاتریسی برای شاهنشاه روم ژوستین یکم و ایزدگشنسپ نماینده خسرو یکم (انوشیروان) بودند، به جنگ بیست‌ساله لازی بر سر پادشاهی لازستان در قفقاز پایان داد. ساسانیان پذیرفتند لازستان را تخلیه کنند، اما وضعیت کشور مجاور آن سوانتی نامشخص ماند که بعدها خود بهانه‌ای برای ناسازگاری گردید. ساسانیان باجی به مبلغ ۳۰٬۰۰۰ طلای سولیدوس دریافت می‌کردند، که هفت سال ابتدایی آن دردم پرداخت می‌شد. تضمین شد که مسیحیان ایران آزادی پرستش دین خود را داشته باشند. این پیمان‌نامه قرار بود پنجاه سال طول بکشد، اما تنها تا سال ۵۷۲ (ده سال) پایدر ماند که در نهایت دو شاهنشاهی در ۵۷۲ جنگی دیگر را از سر گرفتند.